# Pinheiro (Penafiel)
Pinheiro is een plaats (freguesia) in de Portugese gemeente Penafiel en telt 2297 inwoners (2001).